# Diplazium subalatum
Diplazium subalatum är en majbräkenväxtart som beskrevs av John Houlston och Thomas Moore.
Diplazium subalatum ingår i släktet Diplazium och familjen Athyriaceae. Inga underarter finns listade i Catalogue of Life.